# Carlos Roberto Silva
Grandmaster Carlos Roberto Silva (João Pessoa, 4 de dezembro de 1961) é um kickboxer brasileiro. Na atualidade, exerce a presidência da Confederação Brasileira de Kickboxing Tradicional.

## Início
Aos 12 anos iniciou os estudos nas artes marciais, praticando judô e karatê shotokan. Mais tarde foi introduzido ao muay thai pelo professor Carlos Nunes. Conheceu o shihan Pericles Daiski Veiga e iniciou-se no estilo shorei ryu, do então mestre Moritoshi Nakaema e, ao mesmo tempo, passou a dedicar-se a promoção de eventos e do desenvolvimento do kickboxing.

## Carreira
Depois que recebeu a faixa preta em kickboxing de mestre Alfredo Apicella da World Association of Kickboxing Organizations (WAKO), assumiu a presidência da Associação Hammerhilt de Kickboxing da Paraíba e, mais tarde, já com a graduação avançada e membro da Confederação Brasileira de Kickboxing, criou a Federação de Kickboxing do Estado da Paraíba, sendo esta federação uma das primeiras do esporte no país, que mais tarde mudou seu nome para Federação de Kickboxing Full Contact do Estado da Paraíba.
Em 1990 fundou a Confederação Brasileira de Kickboxing Tradicional, conhecida como CBKBT. A CBKBT, desde então, tem como missão ensinar o kickboxing americano conhecido como “tradicional” por divergir destas correntes que não seguem a linha adotada nos Estados Unidos da América para o ensino desta modalidade.
Carlos Silva detém o título de 10º. Dan de Kickboxing,, 9º. Dan de Karate Shorei Ryu, Kru em Muay Thai 1º Dan de Taekwondo Kukiwon, 5º Dan em Hapkido, 1º Dan em Karate Shotokan, e ainda dedicou tempo ao estudo do ninjutsu.
Grandmaster Carlos Silva já foi capa da revista Fight Magazine no Brasil, e já teve seu trabalho divulgado também pela revista Kumite Magazine, da Grécia.